# Kate Miller-Heidke
Kate Miller-Heidke (Brisbane vagy Gladstone, 1981. november 16. –) ausztrál énekes és színésznő.
Ő fogja képviselni Ausztráliát 2019-es Eurovíziós Dalfesztiválon, Tel-Avivban, a Zero Gravity című dallal.

## Lemezei
- Little Eve (2007)
- Curiouser (2008, Platin)
- Live at the Hi-Fi (2009)
- Nightflight (2012)
- Heavenly Sounds Live (2013)
- O Vertigo! (2014)
- The Best of Kate Miller-Heidke: Act One (2016)
- Live at the Sydney Opera House (Kate Miller-Heidke & the Sydney Symphony Orchestra, 2017)